# ジョイ・ライダー
『ジョイ・ライダー』（Joy Ryder）は、ウェイン・ショーターが1988年に発表したスタジオ・アルバム。

## 解説
前作『ファントム・ナビゲーター』（1987年）と同様、ショーターがテクノ的な音作りを追求した作品として位置付けられている。「アンセム」と「デアデビル」では、後にローリング・ストーンズのサポート・メンバーとなるダリル・ジョーンズがベースを弾いており、「サムプレイス・コールド"ホエア"」には、前年にブルーノート・レコードからメジャー・デビューを果たしたダイアン・リーヴスがゲスト参加した。
アメリカの『ビルボード』では、コンテンポラリー・ジャズ・アルバム・チャートで24位に達した。スコット・ヤナウはオールミュージックにおいて5点満点中2点を付け「作曲に関しては、彼の1960年代の作品に見られたオリジナリティや奇妙さが欠如しており、彼の奏でる音色はなおも損なわれていないものの、ショーターの即興演奏は少々漫然となりがちである」と評している。
2005年発売のライヴ・アルバム『ビヨンド・ザ・サウンド・バリアー』には、アコースティック・カルテットによる本作収録曲「ジョイ・ライダー」と「オーバー・シャドウ・ヒル・ウェイ」の演奏が収録された。

## 収録曲
全曲ともウェイン・ショーター作曲。7.の作詞はダイアン・リーヴスとリチャード・A・カミングスによる。
1. ジョイ・ライダー - "Joy Ryder" - 6:43
2. キャセイ - "Cathay" - 6:37
3. オーバー・シャドウ・ヒル・ウェイ - "Over Shadow Hill Way" - 6:13
4. アンセム - "Anthem" - 4:24
5. コーズウェイズ - "Causeways" - 8:22
6. デアデビル - "Daredevil" - 6:30
7. サムプレイス・コールド"ホエア" - "Someplace Called 'Where'" - 5:19

## 参加ミュージシャン
- ウェイン・ショーター - サクソフォーン
- パトリース・ラッシェン - キーボード
- ネイザン・イースト - エレクトリックベース
- テリ・リン・キャリントン - ドラムス

アディショナル・ミュージシャン
- ジェリ・アレン - ピアノ、シンセサイザー(on #1, #2, #3, #5, #7)
- フランク・コロン - パーカッション(on #2, #5)
- ハービー・ハンコック - シンセサイザー(on #4, #7)
- ダリル・ジョーンズ - エレクトリックベース(on #4, #6)
- ダイアン・リーヴス - ボーカル(on #7)